# Phlegra semipullata
Phlegra semipullata är en spindelart som beskrevs av Simon 1901. Phlegra semipullata ingår i släktet Phlegra och familjen hoppspindlar. Inga underarter finns listade i Catalogue of Life.